# Юаса Тосіко
Юаса Тосіко (яп. 湯浅年子; 11 грудня 1909 — 1 лютого 1980) — японський фізик-ядерник, згодом працювала у Франції. Відома як перша японська жінка-фізик.

## Біографія

### Ранні роки
Юаса народилася в токійському районі Тайто в 1909 році. Її батько був інженером в Японському патентному бюро, а мати була родом з традиційної сім'ї; Тосіко була шостою дитиною в родині з семи. Вона відвідувала заняття наукового відділення Токійської вищої педагогічної школи для жінок (зараз університет Отяномідзу) з 1927 аж до закінчення в 1931 році. Потім вона поступила на фізичний факультет Токійського університету Бунріка (зараз Цукубський університет), ставши першою жінкою в Японії, яка вивчала фізику. У 1934 році закінчила університет.

### Кар'єра
Юаса почала викладати в Токійському університеті Бунріка як помічник асистента на неповний робочий день з 1934 року. Там же вона почала дослідження в галузі молекулярної спектроскопії. У 1935 році стала викладачем в Токійському жіночому християнському коледжі, в якому пропрацювала до 1937 року. У 1938 році її запросили на посаду доцента в Токійську жіночу вищу педагогічну школу.
Юаса була натхненна відкриттям штучної радіоактивності подружньою парою Ірен і Фредеріком Жоліо-Кюрі в Інституті радію в Парижі. Через проблеми в дослідницькій діяльності в Токіо Юаса вирушила до Парижа в 1940 році, навіть незважаючи на те, що в Європі проходили військові дії. Вона працювала під керівництвом Фредеріка Жоліо-Кюрі в Колеж де Франс, де досліджувала альфа і бета-частинки, які випромінюють штучні радіоактивні ядра, і енергетичний спектр бета-частинок. У 1943 році вона була удостоєна докторського ступеня за дисертацію «Безперервний спектр бета-випромінювання, що генерується штучною радіоактивністю».
У серпні 1944 року Юаса була змушена виїхати з Парижа в Берлін. Вона продовжила свої дослідження в лабораторії Берлінського університету і розробила спектрометр оригінальної конструкції, призначений для вимірювань енергетичних спектрів бета-випромінювання. У 1945 році за наказом радянської окупаційної влади вона повернулася до Японії; їй довелося подорожувати, перевозячи спектрометр на спині. Після повернення в Токіо вона відновилася в Токійській жіночій вищій педагогічній школі на посаді професора. Вона не змогла продовжити свою попередню наукову роботу, до того ж американські окупаційні сили заборонили ядерні дослідження в Японії. У період з 1946 по 1949 роки вона працювала в центрі RIKEN Nishina у відділенні прискорення заряджених частинок і викладала в Кіотському університеті у 1948—1949 роках.
Юаса повернулася до Франції в травні 1949 року на посаду наукового співробітника в Національному центрі наукових досліджень (CNRS), при цьому займаючи за сумісництвом посаду професора в університеті Отяномідзу. Вона вирішила назавжди залишитися у Франції в 1955 році, пішовши у відставку в Отяномідзу. У CNRS вона почала дослідження з вивчення бета-розпаду за допомогою камери Вільсона, і опублікувала в 1954 році статтю, що попереджає про небезпеку випробування водневої бомби на атолі Бікіні. У 1957 році в CNRS її підвищили до посади головного наукового співробітника. Згодом вона починає дослідження з вивчення ядерних реакцій на синхроциклотрон приблизно в 1960 році, і вже в 1962 році удостоюється докторського ступеня в Кіотському університеті за дисертацію «Перехід Гамова-Теллера інваріантної взаємодії при бета-розпаді 6He».

### Відставка, смерть і наукова спадщина
Юаса звільнилася з CNRS в 1974 році, але з 1975 року обіймала посаду почесного наукового співробітника. Вона отримала медаль Пошани з пурпуровою стрічкою від уряду Японії в 1976 році за зусилля щодо сприяння в культурному обміні між Францією і Японією.
У січні 1980 року була госпіталізована в центр Генрі-Беккереля в Руані, де 1 лютого 1980 померла від раку у віці 70 років.
Юаса була посмертно удостоєна ордена Дорогоцінної корони третього класу в 1980 році. Університет Отяномідзу в 2002 році заснував в її честь іменну премію, яка грає роль спонсорської підтримки, що сприяє дослідницької діяльності молодих жінок-вчених у Франції.